# Проворов, Александр Иванович
Александр Иванович Проворов (?—1901) — российский государственный деятель, действительный тайный советник, председатель правления Первого Российского страхового от огня общества (1881—1901), член Совета Русского банка внешней торговли.

## Биография
Родился в Санкт-Петербурге в дворянской семье.
В 1843 году окончил Ларинскую гимназию. В службе находился с 23 марта 1848 года. Был членом Главного военного суда, товарищем Главного военного прокурора; с 30 августа 1866 года — действительный статский советник, с 30 августа 1874 года — тайный советник.
Умер в Санкт-Петербурге 21 декабря 1901 года.
Почётный гражданин Бад-Хомбурга, основной финансист строительства Церкви Всех Святых; его именем была названа одна из городских улиц — Proworowstrasse - «Проворофштрассе», ныне Am Elisabethenbrunnen.